# Stazione di Marmore
La stazione di Marmore è una stazione ferroviaria posta sulla linea Terni-Sulmona. Serve il centro abitato di Marmore, frazione del comune di Terni, e in parte anche quello di Piediluco.
È l'ultima stazione in territorio umbro prima del confine con il Lazio, dove si trova l'impianto successivo (Labro-Moggio). In questa stazione la linea termina la ripida ascesa iniziata dai 128 m s.l.m. della Conca ternana, e fa ingresso nella valle del Velino, a 374 m s.l.m., che continuerà a seguire per molti chilometri, fino ad Antrodoco.

## Strutture e impianti

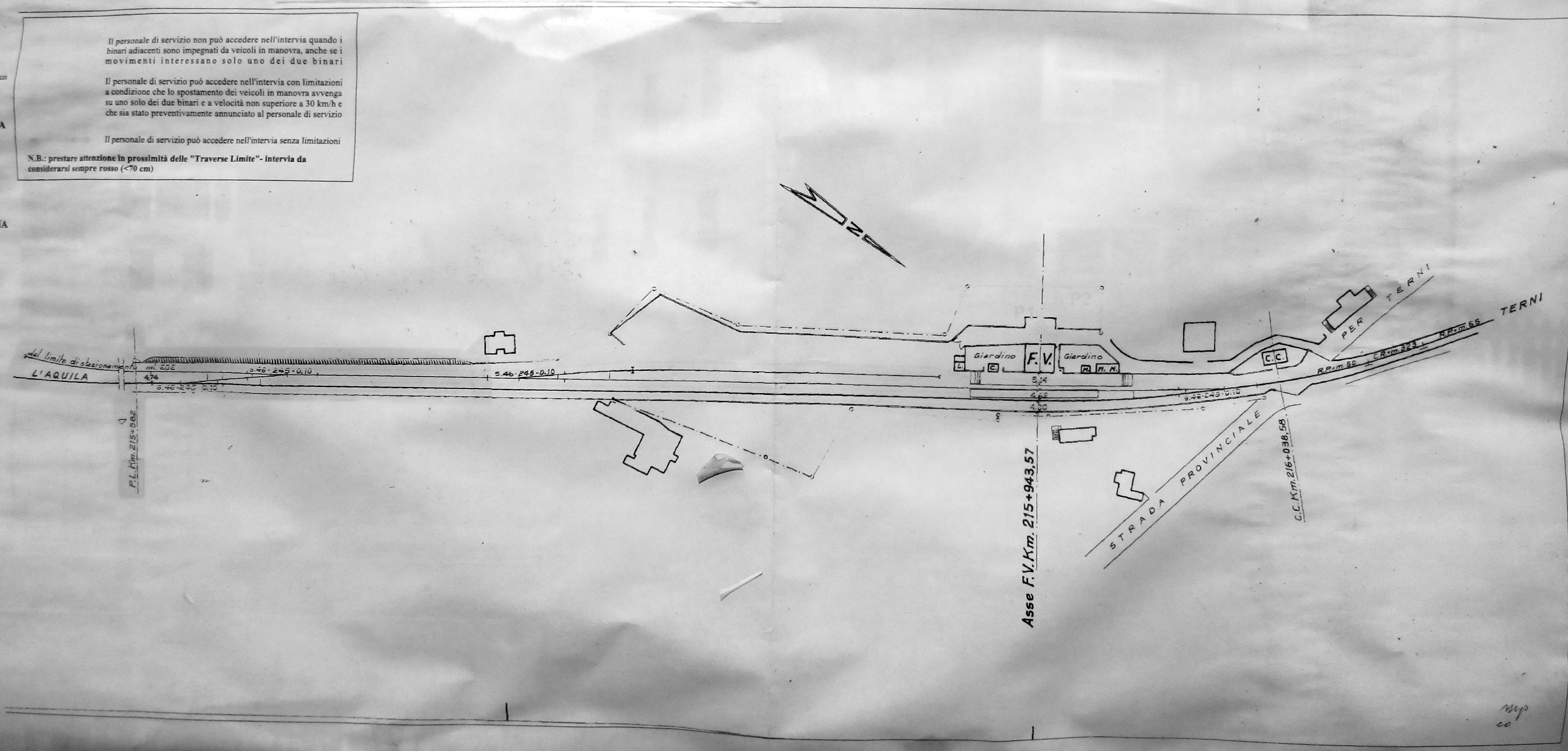
Planimetria della stazione

La stazione si trova nel centro del paese di Marmore, in corrispondenza del passaggio a livello sulla strada regionale 79 Ternana. La stazione serve importanti siti di interesse turistico: il belvedere superiore della Cascata delle Marmore, il quale si trova all'interno del paese, a poche centinaia di metri dallo scalo, e il lago di Piediluco, che dista circa 6 km.
Il piazzale della stazione si compone di due binari passanti, ciascuno servito da una propria banchina della lunghezza di 64 metri. Ad essi si aggiunge un binario tronco, a servizio dello scalo merci (il cui magazzino è stato ormai demolito).
Il fabbricato viaggiatori ospita la sala d'attesa (dove si trovava la biglietteria, oggi chiusa) e un ufficio tecnico di RFI. Sono presenti inoltre due fabbricati più piccoli, dei quali uno ospita i servizi igienici, e l'altro il magazzino e la cabina elettrica.

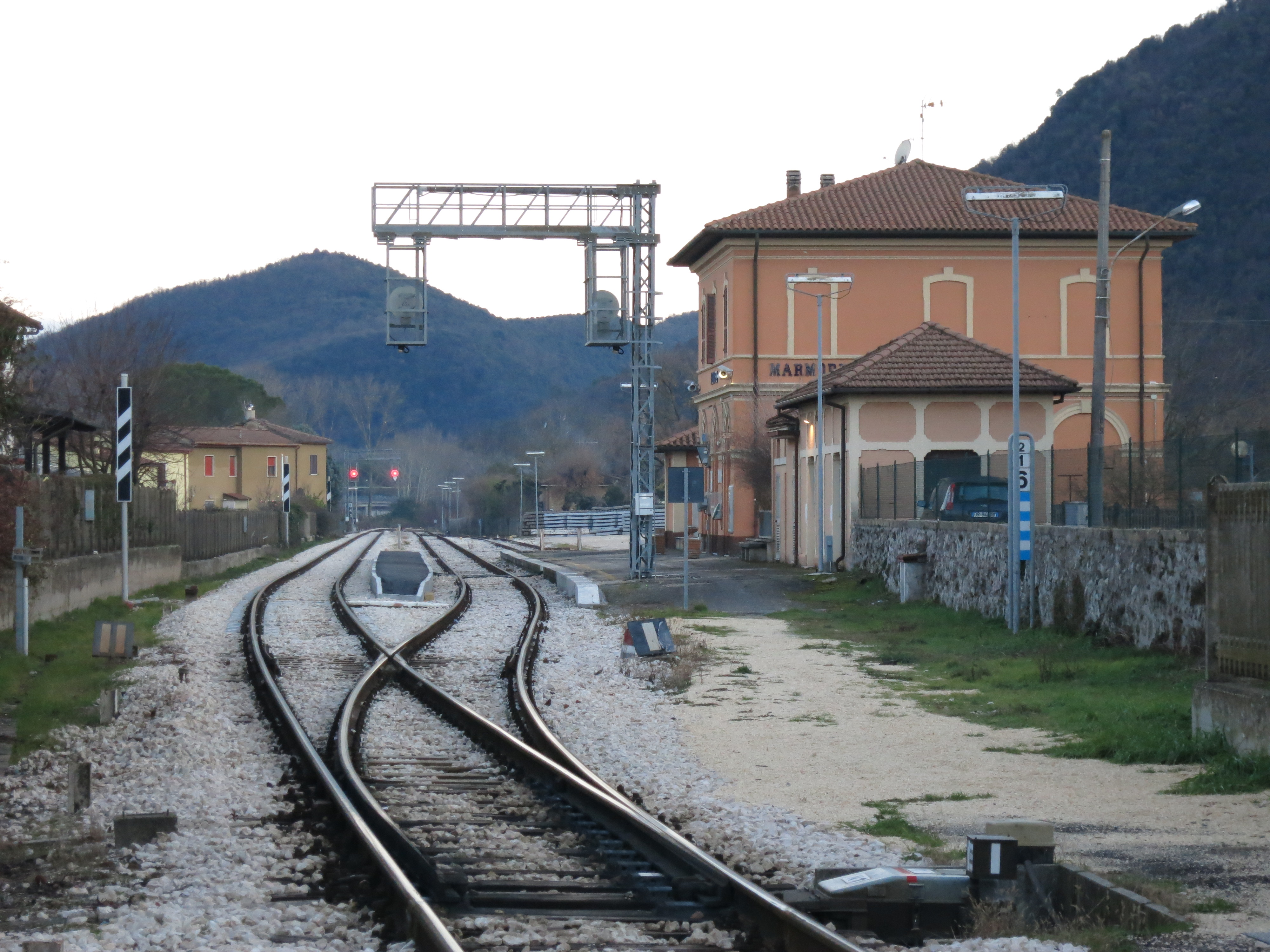
La stazione vista dal passaggio a livello
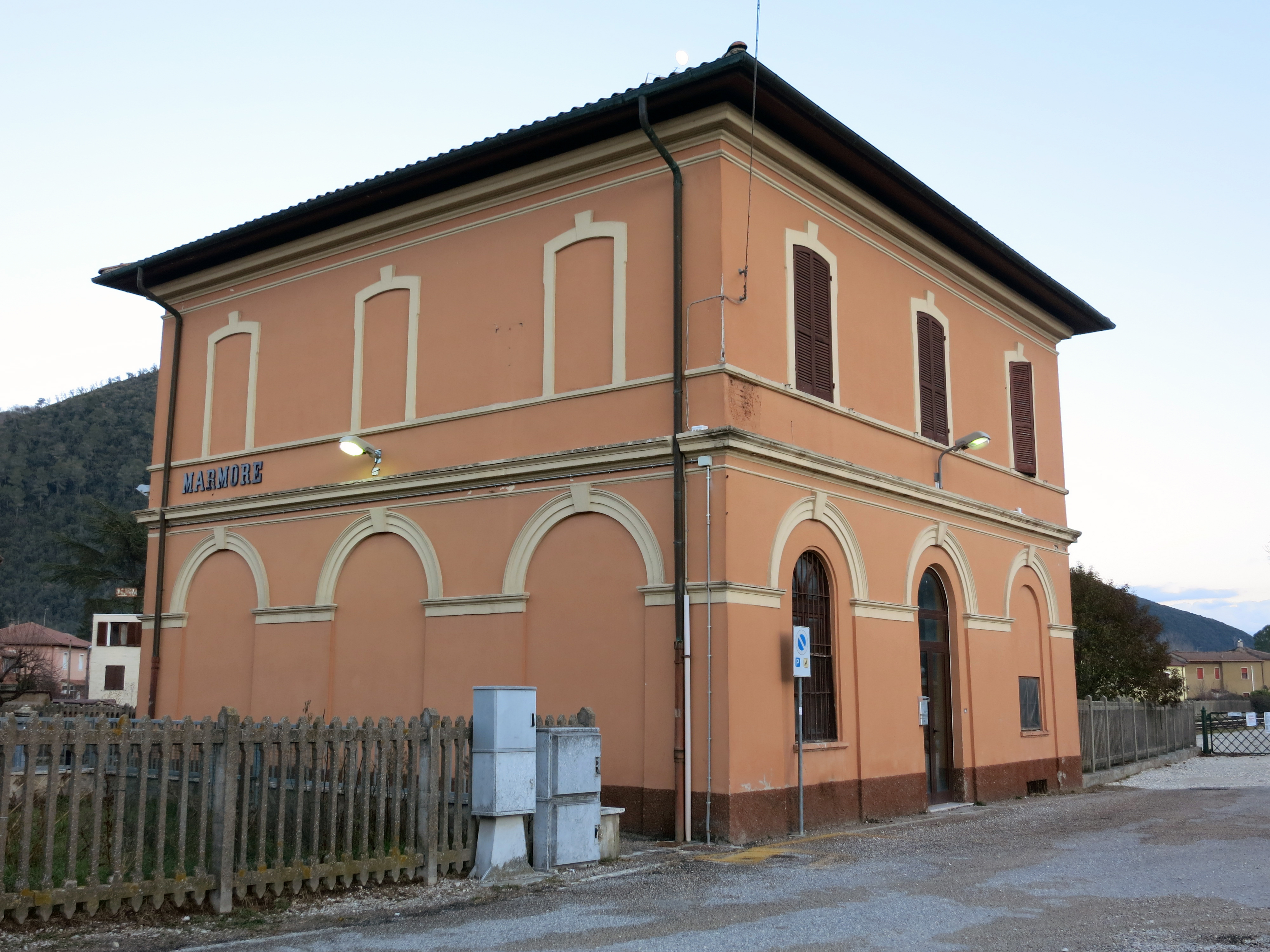
Il fabbricato viaggiatori visto dall'esterno
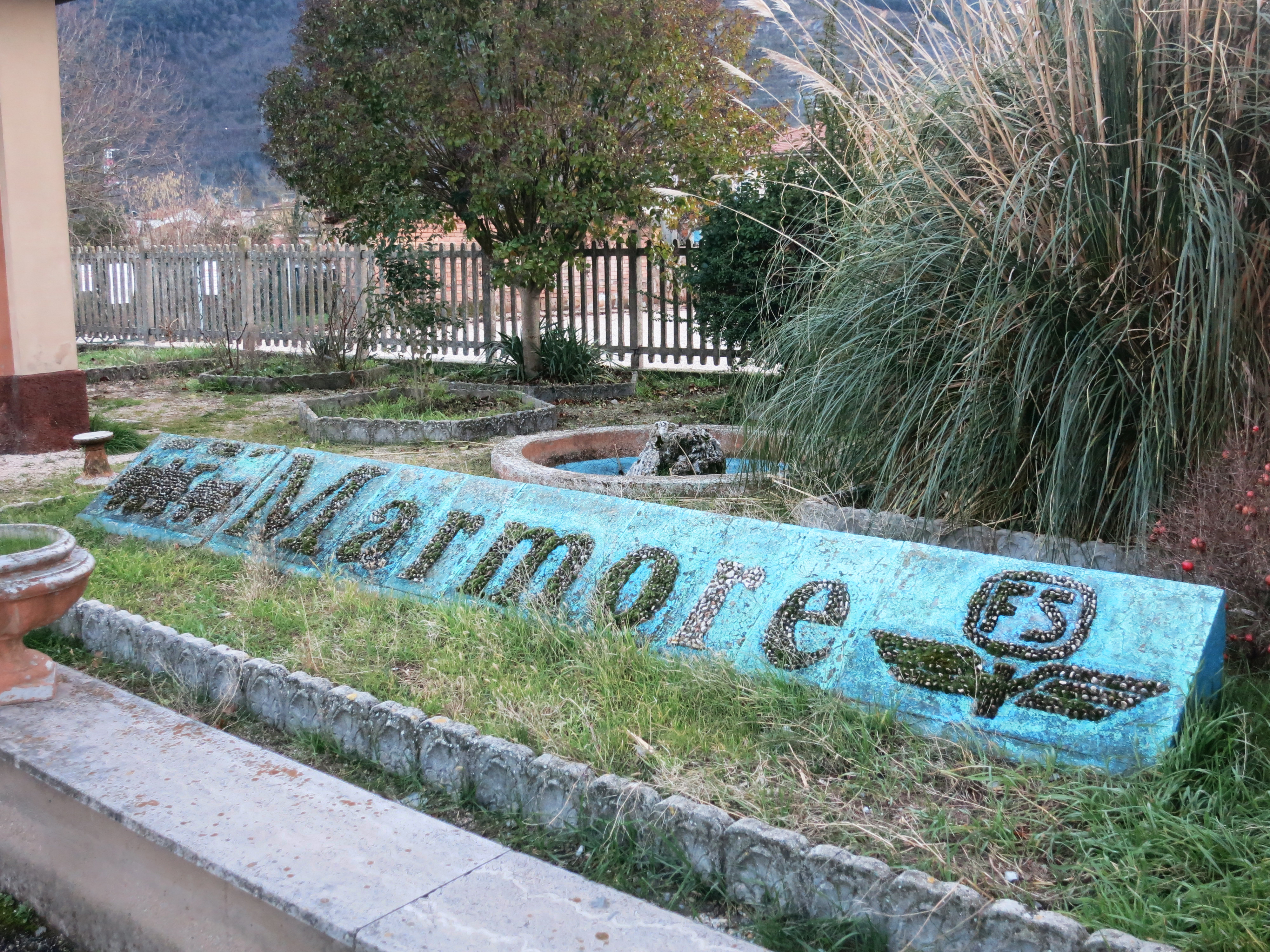
Il giardino con fontana della stazione
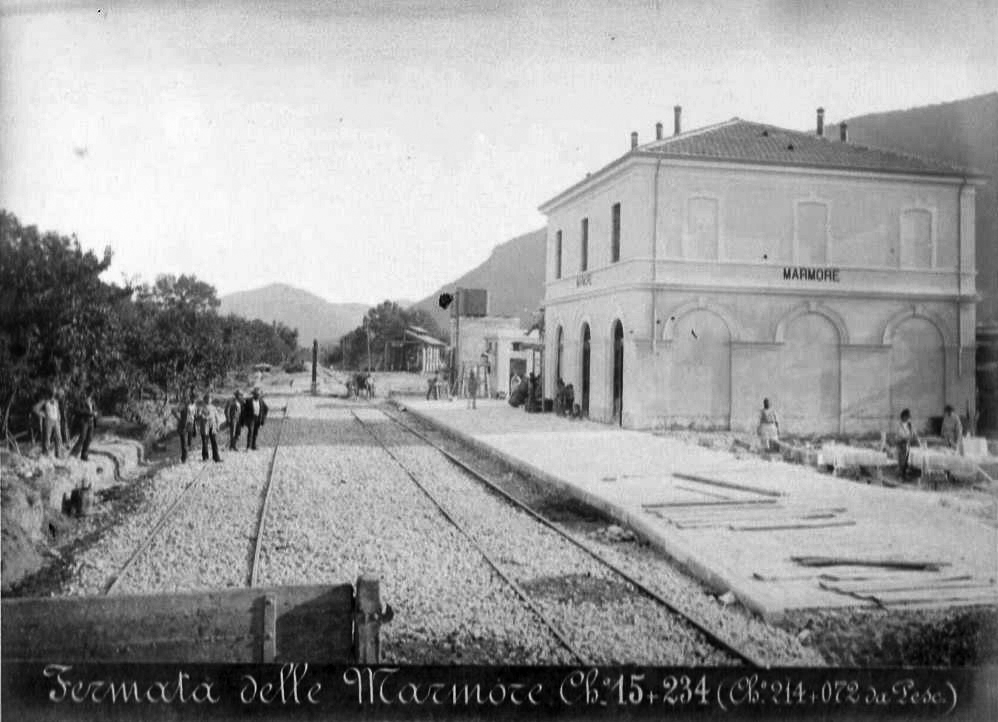
La stazione intorno al 1883, poco prima della sua inaugurazione

## Movimento

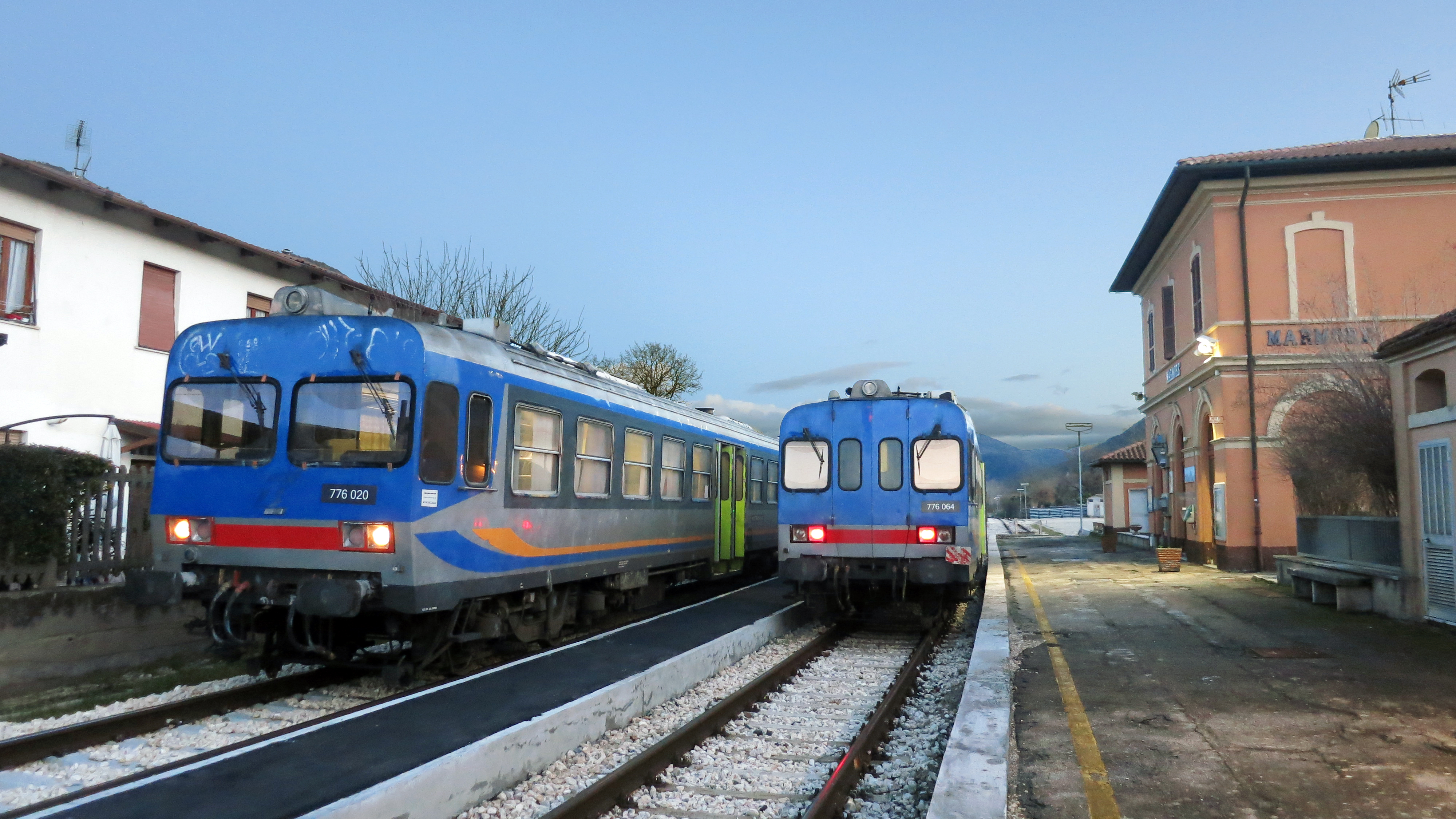
Incrocio tra due ALn 776 alla stazione di Marmore

Nella stazione fermano quasi tutti i treni in transito (ad eccezione dei treni no-stop Rieti-Terni), per un totale di 41 treni al giorno.